# أم تينة (منبج)
أم تينة قرية سوريّة تتبع إداريّاً لمحافظة حلب منطقة منبج ناحية خفسة، بلغ تعداد سكانها (1,903) نسمة حسب التعداد السكاني لعام 2004.